# 雷電 (鴻巣市)
雷電（らいでん）は、埼玉県鴻巣市の町名。現行行政地名は雷電一丁目および二丁目。住居表示実施地区。郵便番号は365-0077。

## 地理
埼玉県の県央地域で、鴻巣市中央部の大宮台地上に位置する。北は加美、南は本宮町、本町、東は宮地に隣接する。町域は住宅地が多い。

## 歴史
- 1965年（昭和40年）2月1日 - 大字鴻巣の一部から雷電一丁目〜二丁目が住居表示を実施して成立[5][6]。

## 世帯数と人口
2017年（平成29年）10月1日現在の世帯数と人口は以下の通りである。
| 丁目       | 世帯数  | 人口    |
| ---------- | ------- | ------- |
| 雷電一丁目 | 295世帯 | 700人   |
| 雷電二丁目 | 148世帯 | 317人   |
| 計         | 443世帯 | 1,017人 |

## 小・中学校の学区
市立小・中学校に通う場合、学区は以下の通りとなる。
| 丁目       | 番地 | 小学校               | 中学校               |
| ---------- | ---- | -------------------- | -------------------- |
| 雷電一丁目 | 全域 | 鴻巣市立鴻巣北小学校 | 鴻巣市立鴻巣北中学校 |
| 雷電二丁目 | 全域 | 鴻巣市立鴻巣北小学校 | 鴻巣市立鴻巣北中学校 |

## 交通

### 道路
町内を埼玉県道164号鴻巣桶川さいたま線が縦断している。なお、南東端を埼玉県道32号鴻巣羽生線が通っている時期があった。主な市道は高崎線をアンダーパスする「こうのとり通り」がある。

### 鉄道
町域の西境を高崎線が通るが、町内に鉄道駅は存在しない。

## 施設
- 雷電会館
- 群馬銀行鴻巣支店
- 大光銀行鴻巣支店
- 雷電1丁目公園